# مورتون مانديل
مورتون مانديل (بالإنجليزية: Morton Mandel)‏ هو شخصية أعمال أمريكي، ولد في 19 سبتمبر 1921 في كليفلاند في الولايات المتحدة.